# Судищи
Судищи — деревня в Некрасовском районе Ярославской области. Входит в состав сельского поселения Красный Профинтерн.

## География
Находится в восточной части Ярославской области на расстоянии приблизительно 11 км на запад-северо-запад по прямой от административного центра района поселка Некрасовское в левобережной части района.

## История
В 1859 году здесь (деревня Ярославского уезда Ярославской губернии) было учтено 20 дворов, в 1898 — 24.

## Население
Численность населения: 96 человек (1859 год), 5 (русские 100 %) в 2002 году, 2 в 2010.